# El Ricard (Castellterçol)
El Ricard és una masia del terme municipal de Castellterçol, al Moianès.
Està situada al sud de la vila de Castellterçol, en el vessant sud-est del Puig de Rosanes. És a ponent de la Noguera, al sud-est de la Balofrena i al nord-est del Munt.